# کریم عینوز
کریم عینوز (انگلیسی: Karim Aïnouz؛ زادهٔ ۱۷ ژوئن ۱۹۶۶) کارگردان فیلم، و فیلم‌نامه‌نویس اهل برزیل است.